# Joseph Vuthilert Haelom
Joseph Vuthilert Haelom (Thai: ยอแซฟ วุฒิเลิศ แห่ล้อม; * 17. Dezember 1951 in Lamsai, Provinz Pathum Thani, Thailand) ist ein thailändischer Geistlicher und römisch-katholischer Bischof von Chiang Rai.

## Leben
Joseph Vuthilert Haelom empfing am 3. August 1980 durch den Erzbischof von Bangkok, Michael Michai Kitbunchu, das Sakrament der Priesterweihe.
Am 25. April 2018 ernannte ihn Papst Franziskus zum ersten Bischof von Chiang Rai. Der emeritierte Erzbischof von Bangkok, Michael Michai Kardinal Kitbunchu, spendete ihm am 7. Juli desselben Jahres die Bischofsweihe; Mitkonsekratoren waren der Erzbischof von Bangkok, Francis Xavier Kriengsak Kardinal Kovitvanit, und der Bischof von Chiang Mai, Francis Xavier Vira Arpondratana.